# Jū no kata
 (juin 2009).
Si vous disposez d'ouvrages ou d'articles de référence ou si vous connaissez des sites web de qualité traitant du thème abordé ici, merci de compléter l'article en donnant les références utiles à sa vérifiabilité et en les liant à la section « Notes et références ».
Le jū no kata (柔の形, kata de la souplesse) est un kata de judo inventé, comme la plupart des katas de judo, par Jigoro Kano en 1887. 
C'est un kata basé sur la souplesse et la flexibilité pour vaincre la force brute. Il est composé de 3 séries de 5 techniques chacune et est présenté en France pour l'obtention du 5e dan.
Le jû-no-kata est la forme de la souplesse. Le kata contient trois séries de cinq techniques sans projections. Toutes les techniques s'arrêtent au kake, la phase de projection encore réversible. Ce kata est souvent utilisé pour l'échauffement.

## Techniques
Ouverture du kata :
1re série : Ikkyo
- 1re technique : Tsuki Dashi (attaque en pointe de la main) ;
- 2e technique : Kata Oshi (pousser l'épaule) ;
- 3e technique : Ryote Dori (saisie des deux poignets) ;
- 4e technique : Kata Mawashi (enroulement des épaules) ;
- 5e technique : Ago Oshi (pousser le menton).

2e série : Nikyo
- 1re technique : Kiri Oroshi (fendre en descendant) ;
- 2e technique : Ryokata Oshi (pousser les deux épaules) ;
- 3e technique : Naname Uchi (coup en biais) ;
- 4e technique : Katate Dori (saisie du poignet) ;
- 5e technique : Katate Age (main qui frappe en remontant).

3e série : Sankyo
- 1re technique : Obi Tori (saisie de la ceinture) ;
- 2e technique : Mune Oshi (pousser la poitrine) ;
- 3e technique : Tsuki Age (uppercut) ;
- 4e technique : Uchi Oroshi (frappe descendante (sur le sommet du crane)) ;
- 5e technique : Ryogan Tsuki (coup aux deux yeux).

Fermeture du kata.